# Старый Мизунь
Ста́рый Ми́зунь (укр. Старий Мізунь) — село в Выгодской поселковой общине Калушского района Ивано-Франковской области Украины.
Население по переписи 2001 года составляло 2879 человек. Население более 2800 человек по оценке 2016 года. Занимает площадь 17,21 км². Почтовый индекс — 77543. Телефонный код — 3477.

## Известные жители
- Верховинец, Василий Николаевич (1880—1938) — композитор, дирижёр и хореограф, первый теоретик украинского народного танца.
- Клим, Иван Николаевич (1909—1944) — украинский националист, член ОУН, член Краевого Провода Центральных и Восточных Земель.
- Наум, Наталия Михайловна (1933—2004) — советская украинская актриса театра и кино, Народная артистка УССР.